# كماخ
كِماخ (بالتركية: Kemah) (نقحرة: كيماه) هي أحد مناطق أرزنجان التسعة، وكانت تُعرف سابقًا باسم كماخة (بالتركية: Gamakha). تقع على ارتفاع 1053 مترًا فوق سطح البحر، على أرض وعرة في الجنوب الغربي من مضيق يحمل اسمها في قسم أعالي الفرات بإقليم شرق الأناضول، وتغطي مساحة قدرها 2354 كيلومترًا مربعًا.

## جغرافيا الموقع
تقع المنطقة على بعد 50 كيلومترًا من وسط مدينة إرزينجان، ويمكن الوصول إلى وسط المدينة عن طريق البر والسكك الحديدية.
يمر خط السكة الحديد بين اسطنبول وقارص عبر مركز المنطقة.
يمر نهر كاراسو، وهو فرع من نهر الفرات، بجانب كماخ ويوفر فرصًا لجميع أنواع الرياضات المائية.

## قلعة كماخ
قلعة كماخ لها مكانة هامة في التاريخ، لأنها كانت دائما حصينة ومناسبة جدًا للدفاع بسبب بنيتها الطبيعية.
على الرغم من أنه ليس معروفًا بالضبط متى بُنيت القلعة، إلا أنه ورد في بعض المصادر أنه الأرزاقيين (بالتركية: Arzaklılar) قد بنوها عام 205 قبل الميلاد.
أفرد الرحالة العثماني الشهير أوليا شلبي مكانًا مهمًا لقلعة كماخ في كتابه (القرن السابع عشر) وذكر تحصين القلعة.
قامت جامعة أرضروم أتاتورك بالتنقيب في السنوات الأخيرة عن الحفريات الأثرية في القلعة التاريخية، وتم ترميم أجزاء منها

فُتحت قلعة كماخ للزوار بعد ترميم بعض أجزاء منها. 

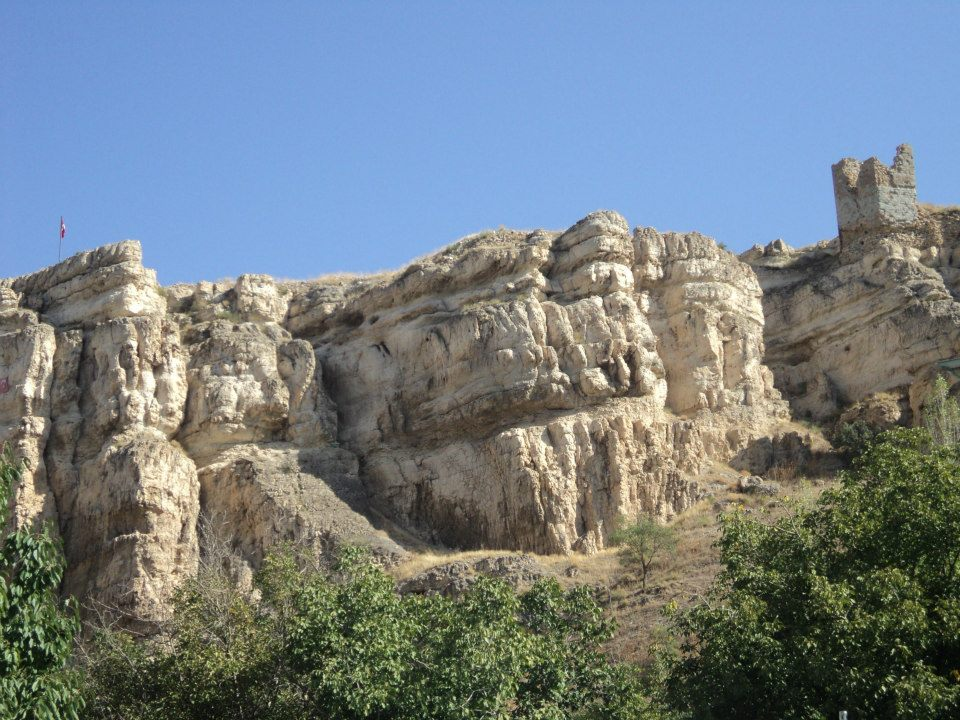
قلعة كماخ (ديسمبر 2016).

## الآثار
تتنوع الآثار الموجودة في كماخ بين معابد في الهواء الطلق، مراكز عبادة وأديرة من العصور الوسطى وكنائس وينابيع مقدسة ومصليات وأبراج مراقبة وقباب سلجوقية ومساجد عثمانية ومساجد ومدارس ونزل وحمامات ومقابر ونوافير وشواهد قبور وبيوت. تشتهر كماخ أيضًا بهوائها النظيف وجمالها الطبيعي والملح الطبيعي وجبن الطولوم (بالتركية: tulum peyniri) وعسل الزهور والجوز والمياه الباردة المصفاة من ثلوج جبل «مونزور» (بالتركية: Munzur dağı).

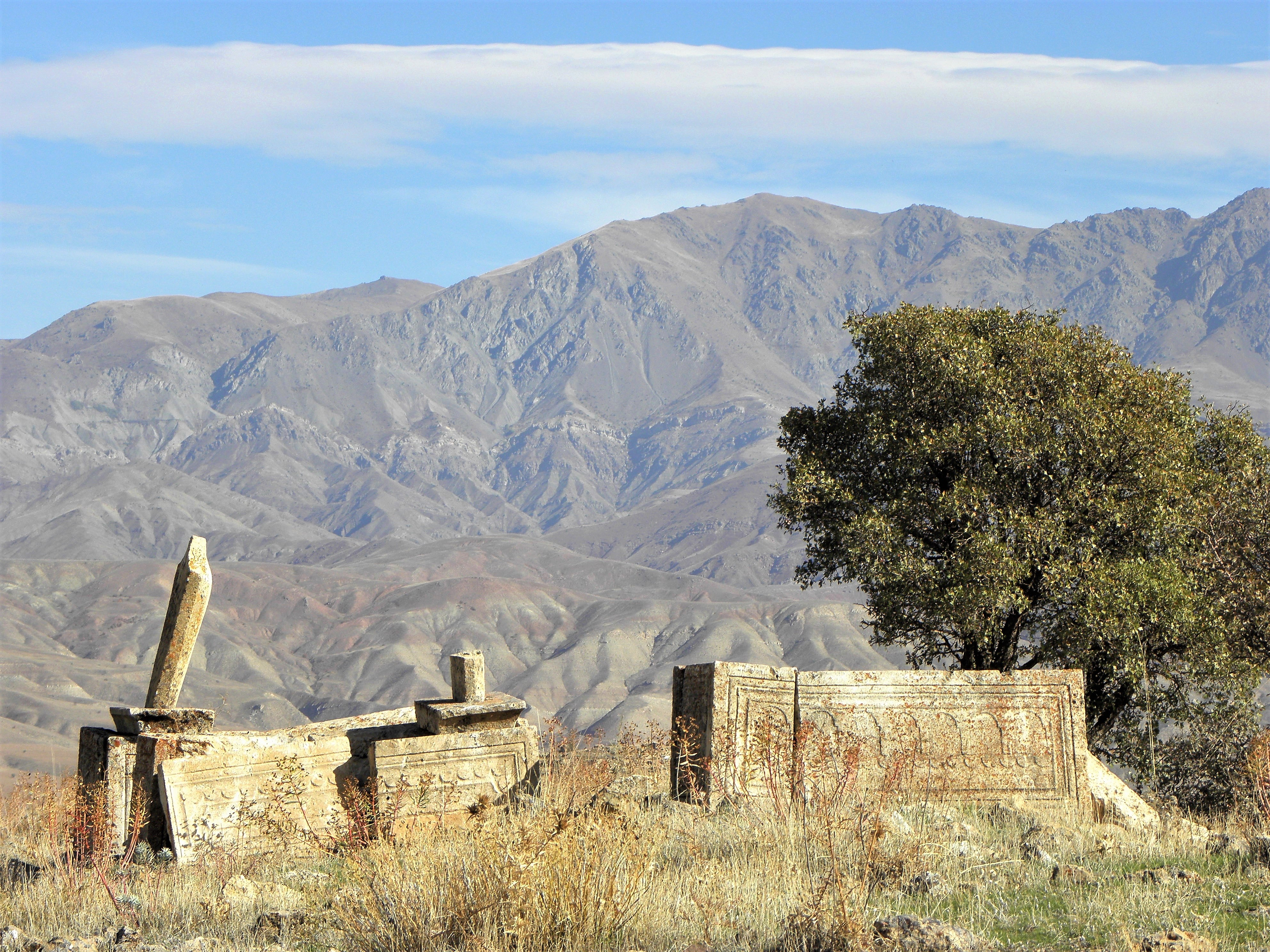
المقابر العثمانية في الحي (أكتوبر 2010).

## معرض الصور

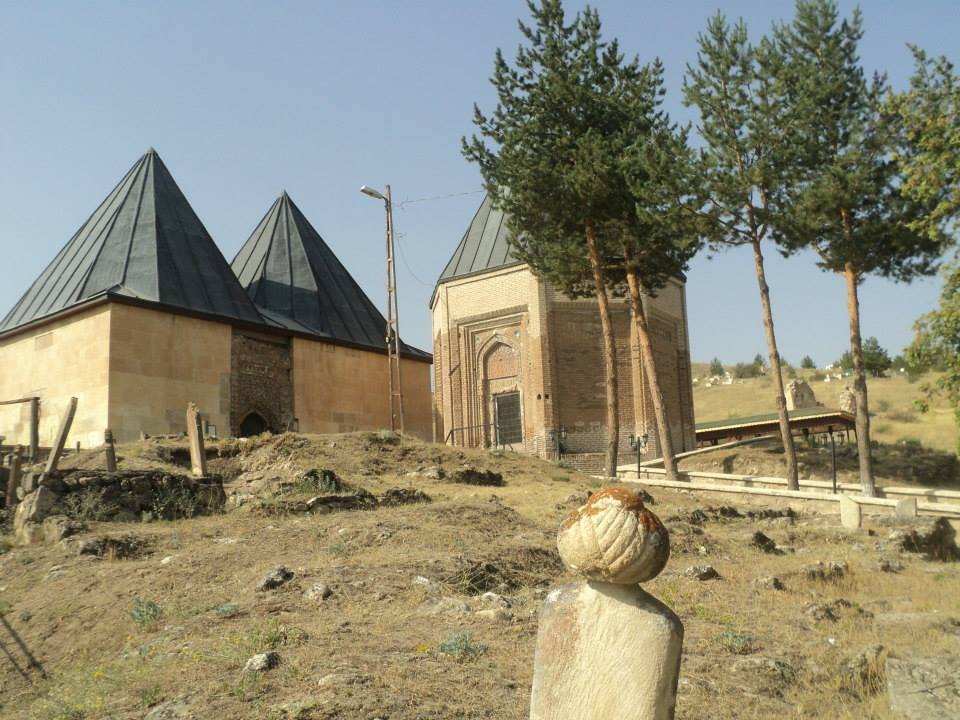
قباب ضريح "سلطان ملك" بكماخ.
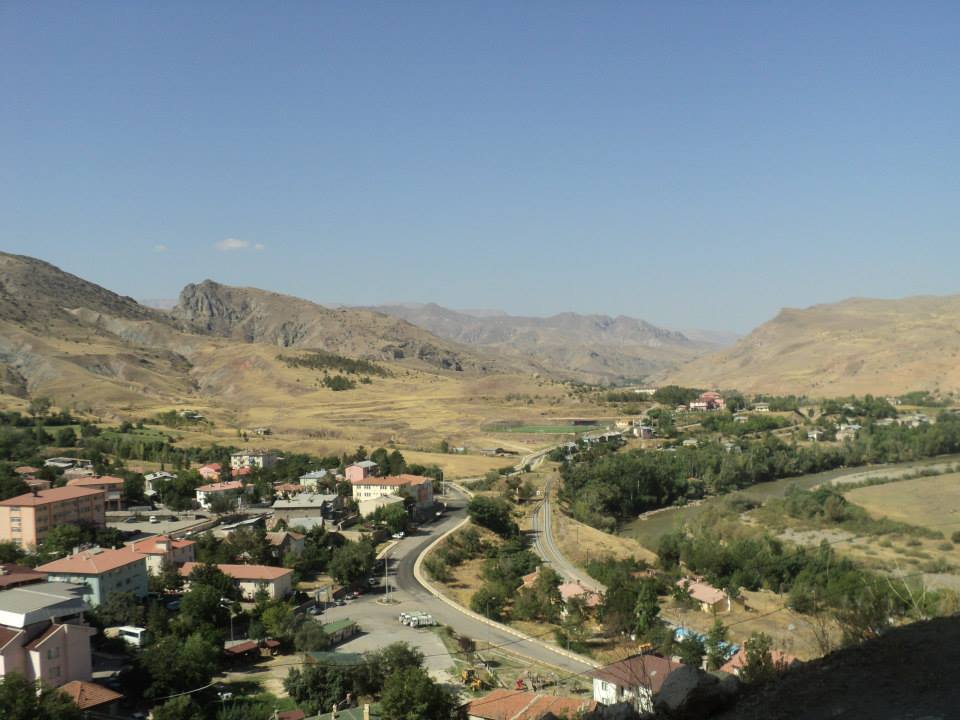
حي محطة كماخ.
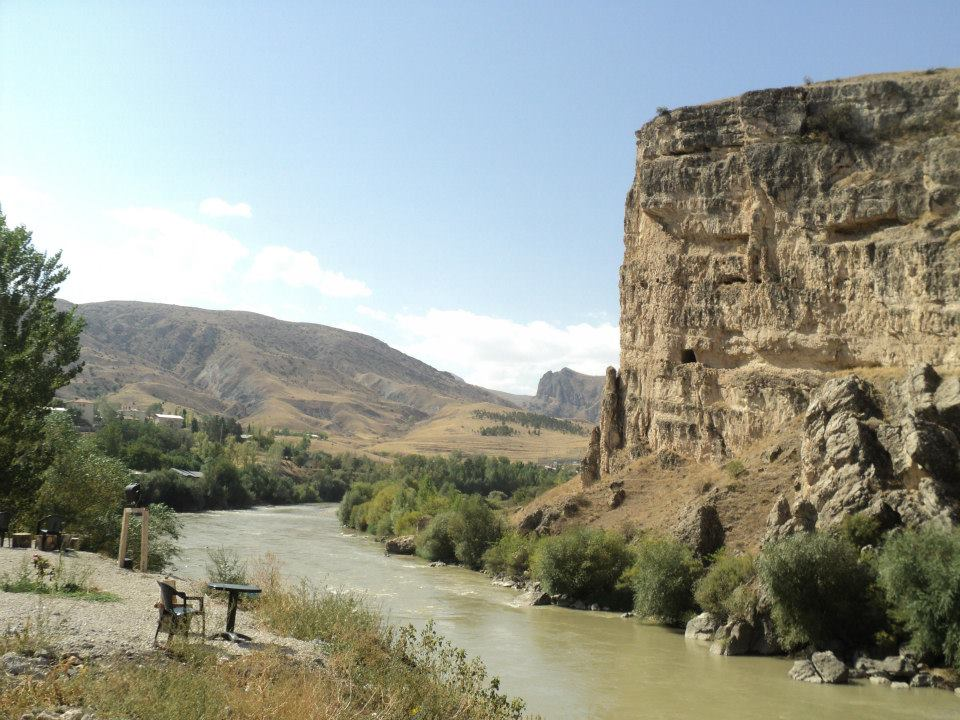
وادي كماخ.
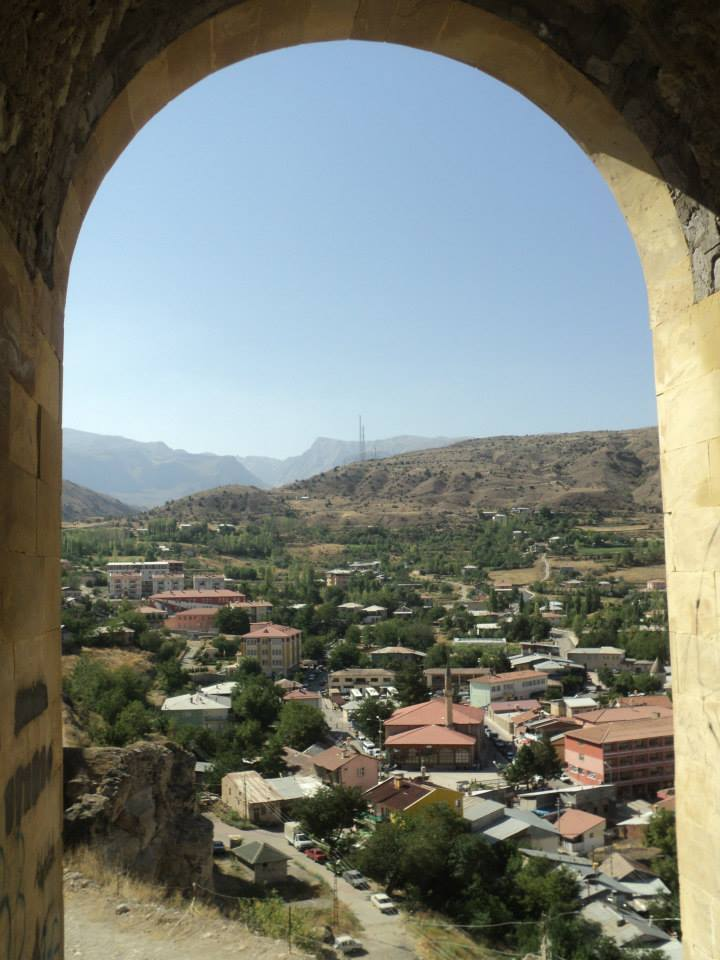
منظر للمدينة من قلعة كماخ.
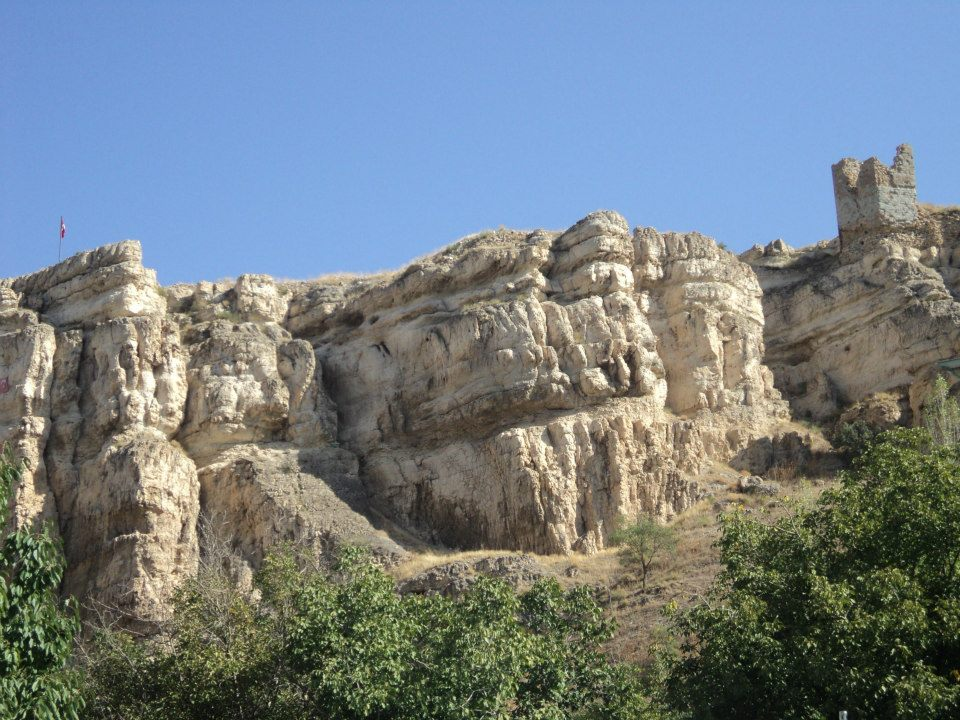
قلعة كماخ التاريخية.
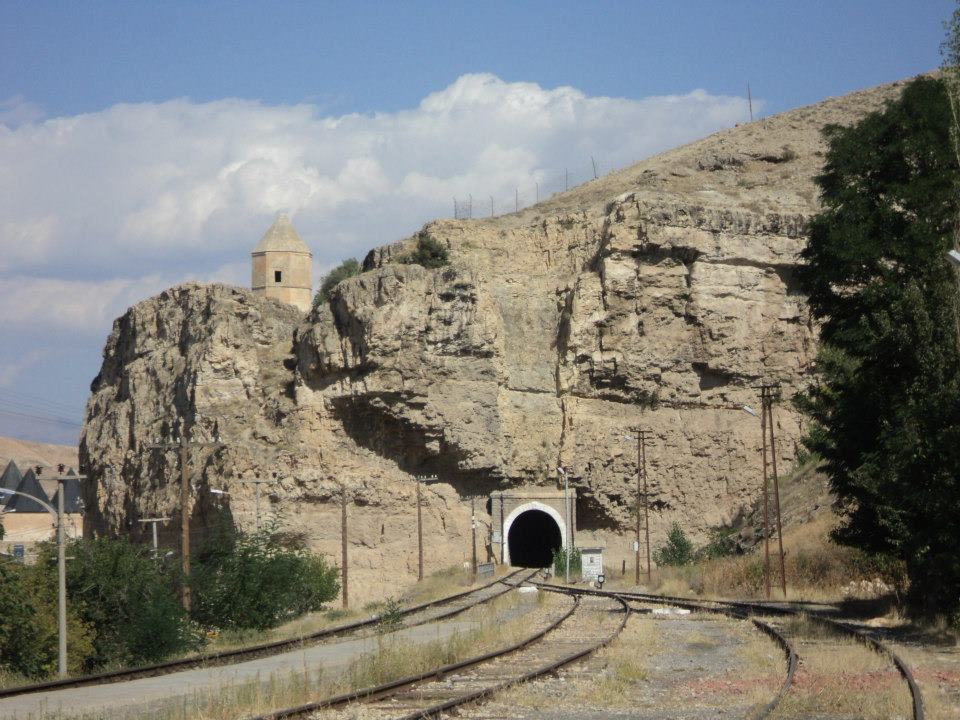
برج مراقبة قلعة كماخ وأسفل منه نفق حديث يمر عبر الجبل.
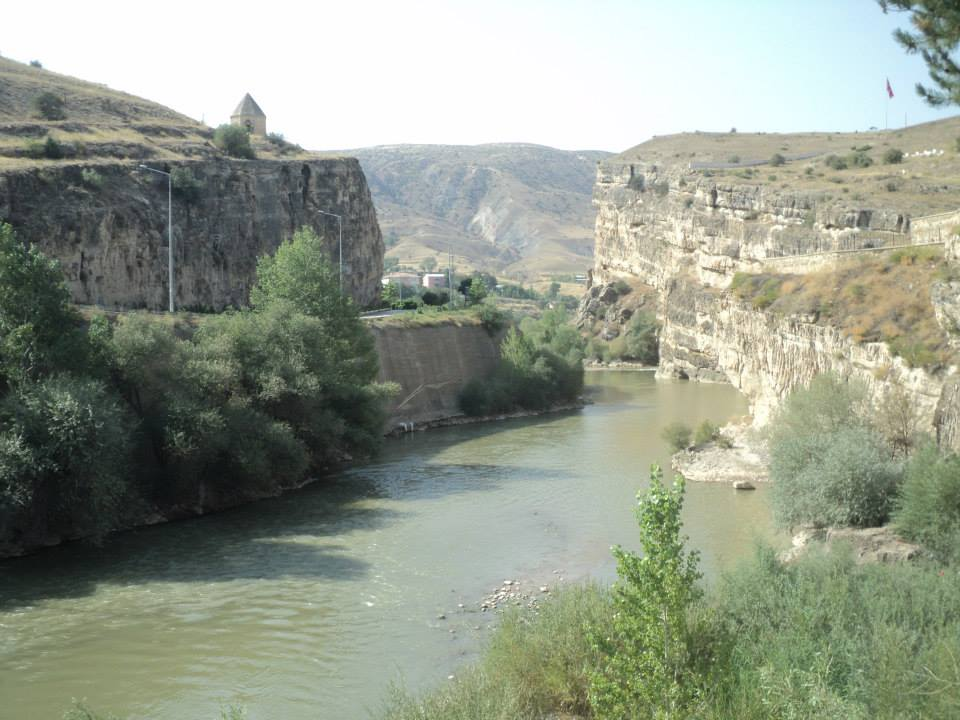
وادي كماخ.

## روابط خارجية
- Localnet أرشفة نسخة محفوظة 2007-02-17 على موقع واي باك مشين.
- أرشيف منطقة كيما نسخة محفوظة 2009-12-19 على موقع واي باك مشين.
- بلدية كيما أرشفة نسخة محفوظة 2007-04-29 على موقع واي باك مشين.